# Einzelfunkenzündspule
Die Einzelfunkenzündspule ist ein Bauteil für die Zündung der Zylinder von Verbrennungsmotoren. Verwendung findet sie bei Motoren mit beliebiger Zylinderzahl und einem elektronischen Zündsystem. Die Spule erzeugt durch ihre Primär- und Sekundärwicklungen einen Hochspannungsimpuls, der in der Zündkerze den Funken erzeugt.

## Funktion
Der Zündfunke wird durch ein elektronisches Bauteil (Leistungsmodul) nach einer definierten Verteilerlogik ausgelöst, die abhängig von bestimmten Signalen vom Positionssensor der Nockenwelle und dem Klopfsensor der Kurbelwelle des Motors ist. Eine Kaskadierung (Gruppe mehrerer Dioden), die in den Sekundärkreis geschaltet ist, kann einen ungewollten Funkenüberschlag vermeiden.